# Al-Fadl ibn Marwan
Al-Fadl ibn Marwan (mort 864) fou un visir del califa abbàssida al-Mútassim (833-842).
Era d'origen iraquià cristià i va servir a la guàrdia de Harun ar-Raixid i després com a secretari al departament de terres. Després d'un temps retirat va entrar al servei d'Al-Mútassim quan encara no era califa, i li foren confiades algunes missions a Egipte (827-828) i a l'administració de terres. Quan Al-Mútassim va pujar al tron el va nomenar visir (setembre del 833) i va gaudir d'amplis poders sobre la tresoreria. Al limitar les despeses del califa aquest el va destituir (febrer del 836). Després va viure retirat dels afers.